# 错朗玛
错朗玛（藏語：མཚོ་གླ་མ།，威利转写：mtsho gla ma，THL：Tso Lama）位于中国西藏自治区日喀则市定日县境内，地处定日县西南部，拉布吉康峰北侧，湖面海拔5340米，湖形狭长，长5.2公里，最大宽0.9公里，平均宽0.7公里，面积3.7平方公里。属朋曲水系，湖水从北部流出注入朋曲。